# Peugeot D3 та D4
Peugeot D3 та (його наступник) Peugeot D4 — передньоприводні фургони, що виготовлялись французькими компаніями Chenard & Walcker (у 1946—1951 рр.) та Peugeot (у 1950—1965 рр). Загалом було виготовлено близько 76 тис. автомобілів.

## Історія

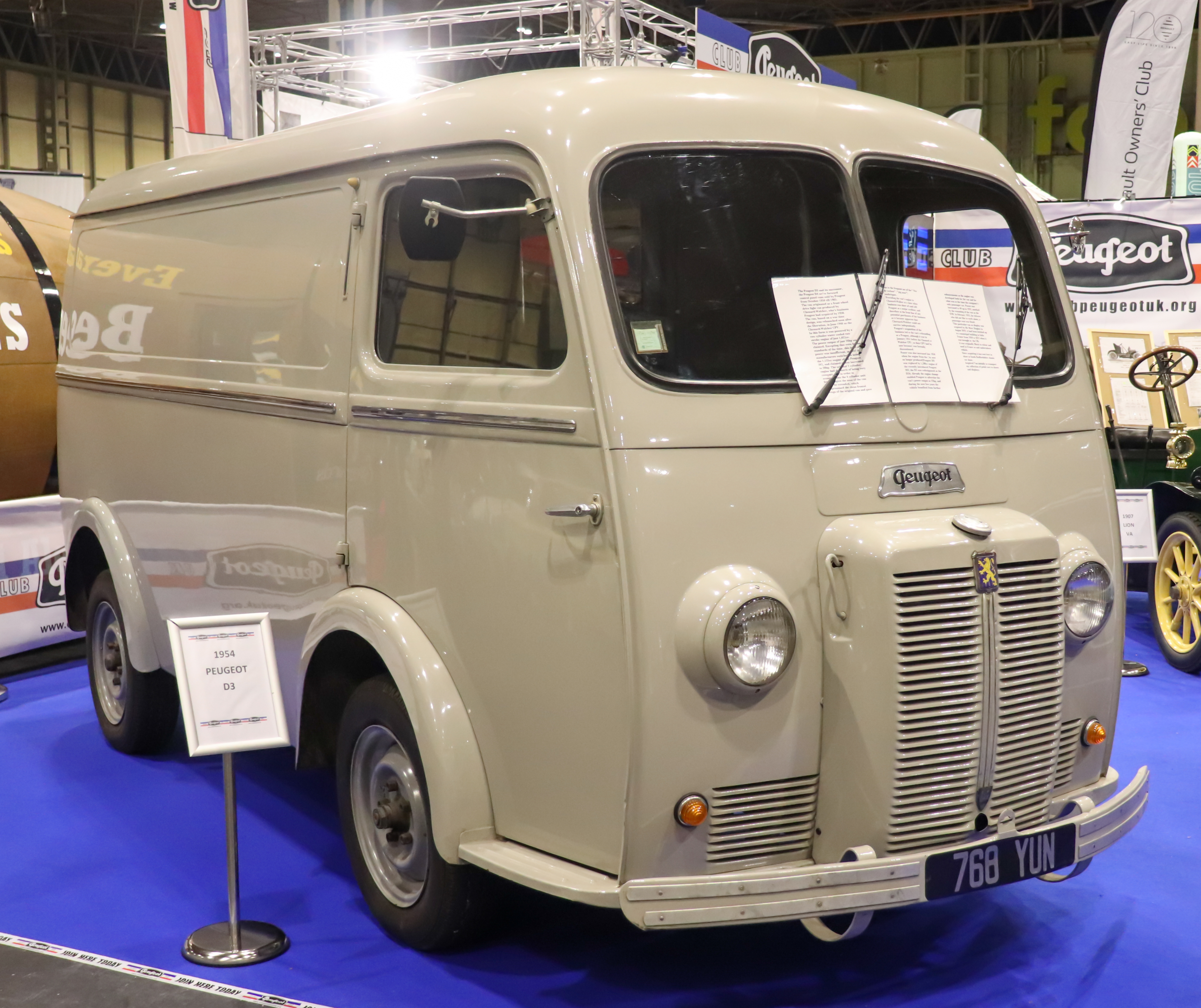
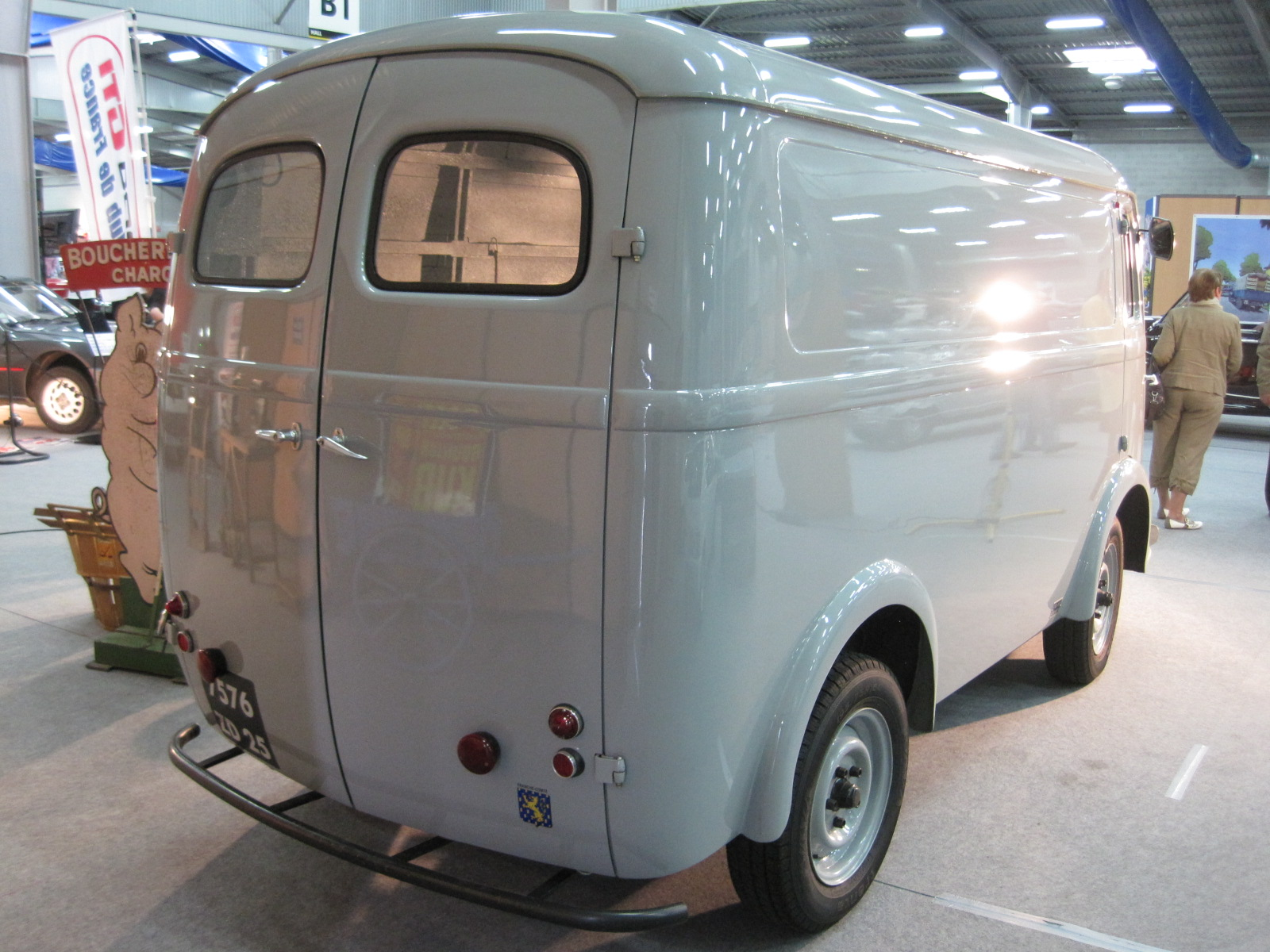
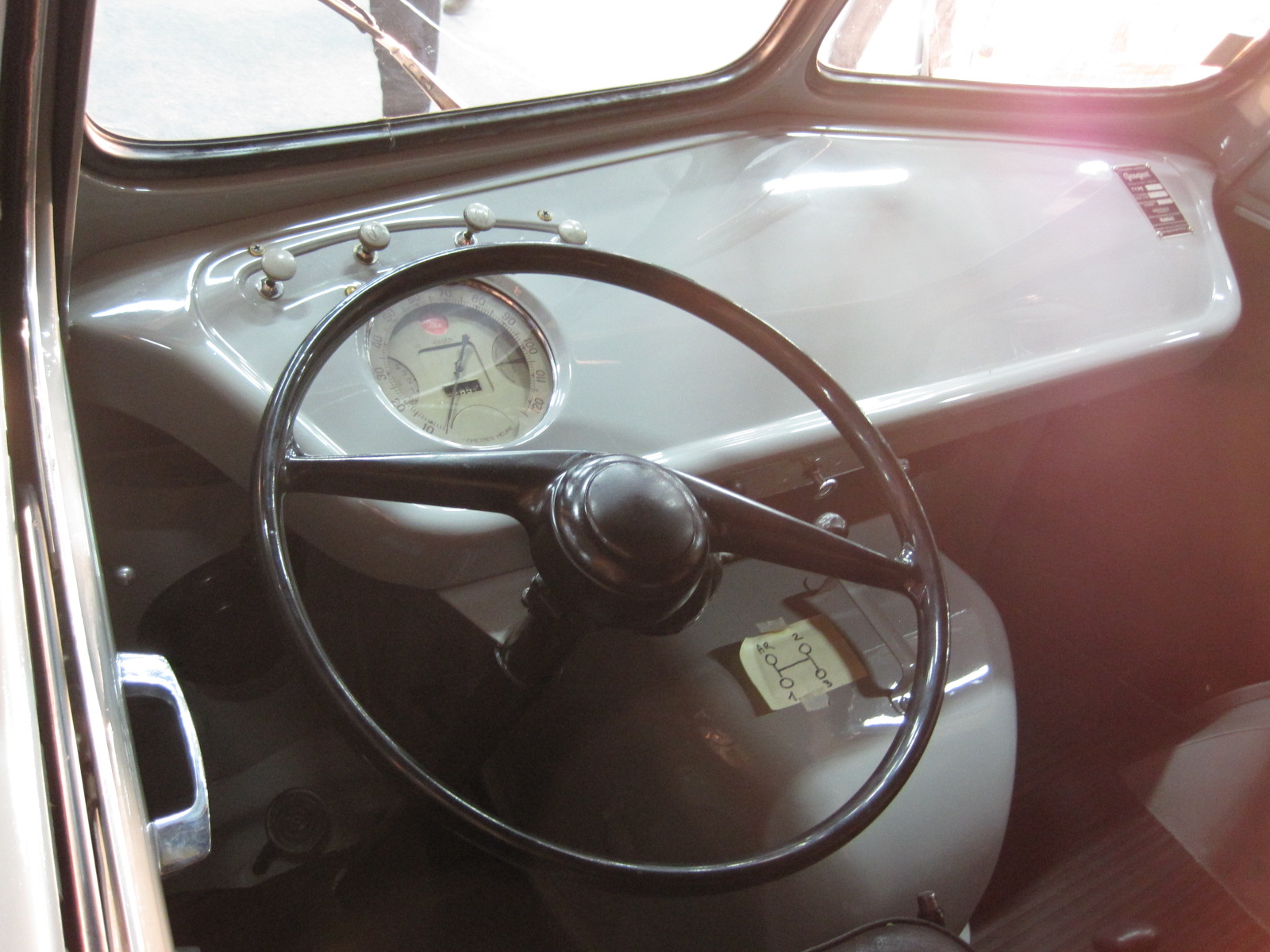
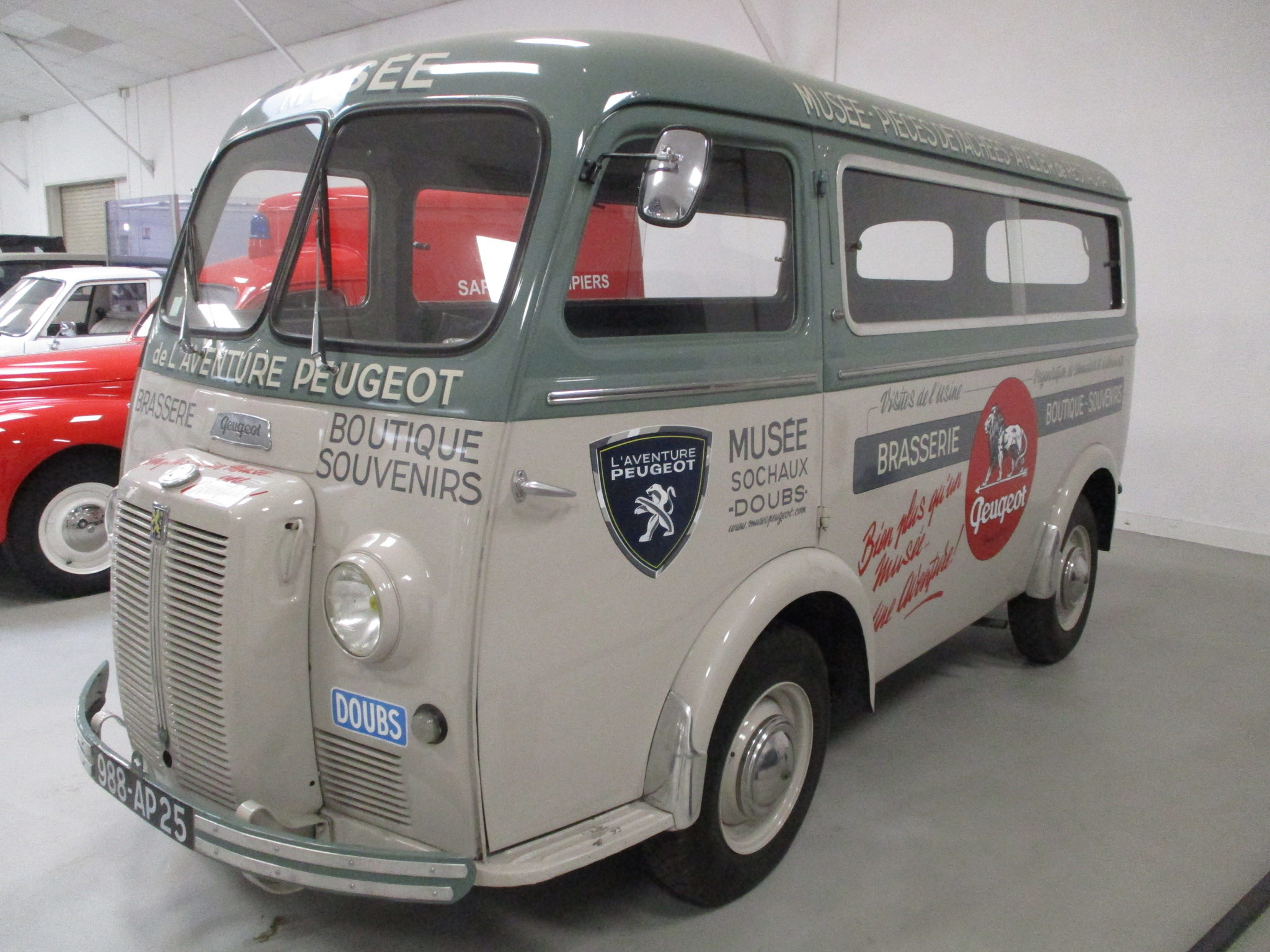
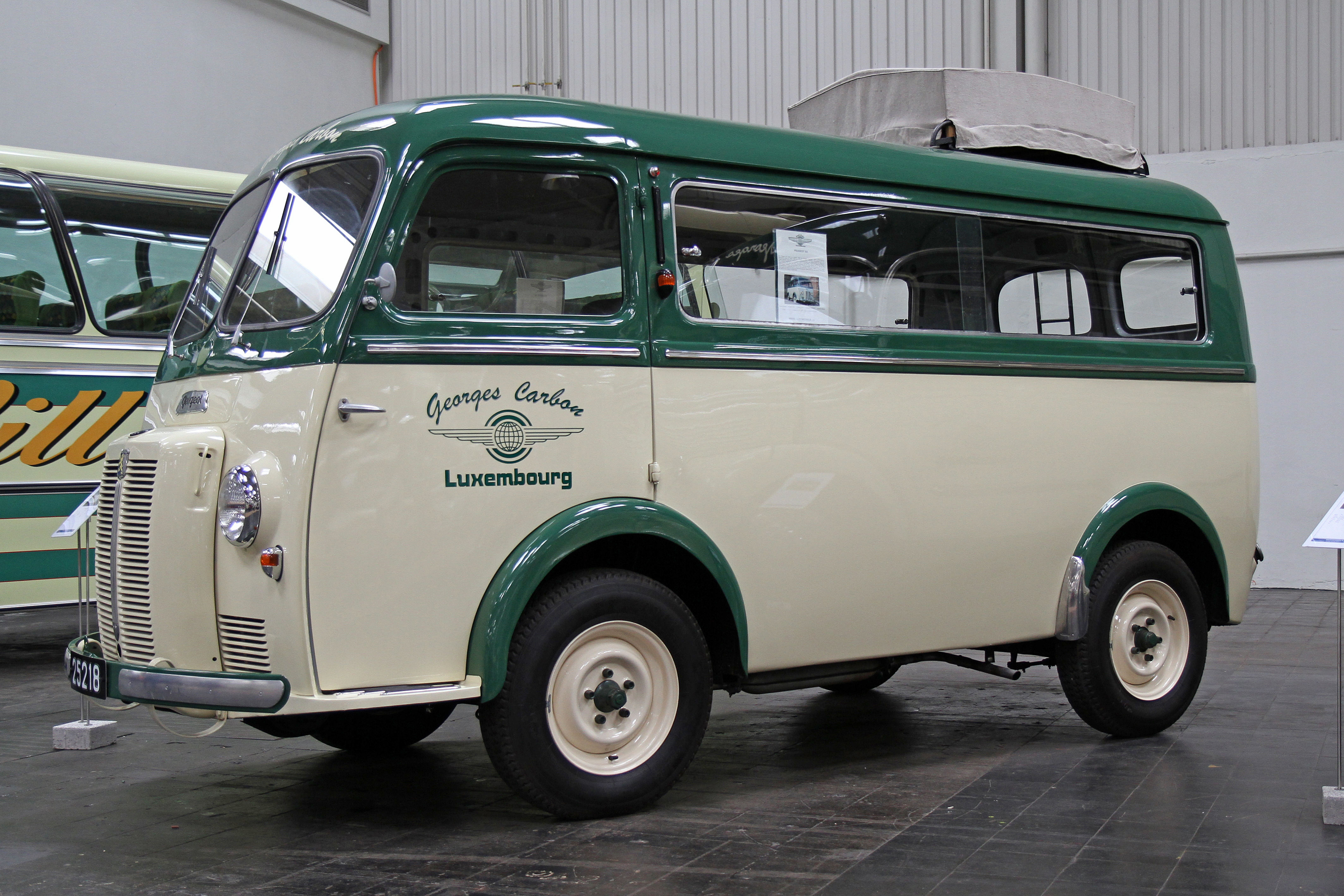

У червні 1946 р., одразу після звільнення Франції, компанія «Шенар ет Валькер» (фр. Chenard & Walcker) відновила виробництво фургона CPV довоєнної конструкції.
Автомобіль комплектувався бензиновим 2-тактним 2-циліндровим двигуном з робочим об'ємом 1021 см3 та максимальною потужністю 26 к.с. Навіть за мірками того часу потужності було недостатньою, тож з 1947 р. двигун замінили на 4-циліндровий агрегат від Peugeot 202, потужністю 30 к.с. A щоб замінити компактний двоциліндровий двигун на чотирициліндровий у передній частині кузова з'явився виступ, за який фургон отримав прізвисько «свинячий ніс» (фр. «Nez de cochon»).
У 1950 р. фургони стали комплектувати двигунами Peugeot 203 (1290 см3, 32 к.с.), замість «Пежо 202», яких зняли з виробництва. Модель отримала «А» у індексі — Peugeot D3A. Протягом виробництва двигуни модернізувались. У цьому ж році підприємство «Шенар ет Валькер» стає власністю Peugeout.
У 1952 р. потужність збільшилась до 40 к.с. — у індексі з'явилась буква B — Peugeot D3B. У лютому 1953 р. почали встановлювати пасажирське сидіння поряд з водієм.
У 1955 р. «Пежо» додали другу модель до лінійки легкових автомобілів — Peugeot 403, тому й фургону дістався двигун з робочим об'ємом 1468 см3, який навіть в дефорсованому варіанті для комерційного транспорту мав 45 к.с. потужності. Так у серпні 1955 р. Peugeot D3 змінює Peugeot D4. Новий фургон візуально анлогічний попереднику, за винятком наявності бокових дверей, що встановлювались за додаткову плату. Також з'явились «ікла» на передньому бампері — мало не єдина візуальна відмінність, яку, однак, у 1960 р. прибрали.
У жовтні 1959 р. (аналогічно з «Пежо 403») став доступним дизельний двигун. У 1960 р. потужність бензинового двигуна збільшили до 55 к.с. — модель стала позначатись D4B.
У 1960 р. з'явились миготливі покажчики поворотів. Зміни останніх років виробництва були несуттєвими, зокрема у 1963 р. зменшилась кількість горизонтальних перемичок у решітці.
Модифікації кузова включали базовий фургон, мікроавтобус, карету швидкої допомоги та транспортер для коня. Останню, відносно популярну модифікацію, виконувало підприємство Théault у Авранші.
Покупцями мікроавтобусів була французька поліція та пошта.
Peugeot D4B зняли з виробництва у 1965 р. замінивши моделлю J7.
Поліцейський Peugeot D4 наявний у фільмі «Рожева пантера» (1963 р.), у якому везли інспектора Клузо за володіння однойменним діамантом.

## Двигуни
- 1,290 cc (D3)
- 1,468 cc (D4)
- 1,816 cc diesel